# Ludwik Pius Bartosik
Blahoslavený Ludwik Pius Bartosik, OFMConv. (21. srpna 1909, Kokanin – 13. prosince 1941, Auschwitz) byl polský římskokatolický kněz, člen řádu minoritů a redaktor časopisu „Rycerz Niepokalanej”, který se stal obětí nacistického pronásledování církve. Katolická církev jej uctívá jako blahoslaveného mučedníka.

## Život
Narodil se ve vesnici Kokanin nedaleko Kališe. Ve věku sedmnácti let vstoupil do řádu minoritů a přijal řeholní jméno Pius Maria. Po absolvování noviciátu v Kalwarii Pacławské zahájil teologická studia v Krakově. Na kněze byl vysvěcen v roce 1935 a o rok později se stal blízkým spolupracovníkem sv. Maxmiliána Kolbeho při vydávání časopisů „Rycerz Niepokalanej”, „Rycerzyka” a čtvrtletníku „Milles Inmmaculate” v Niepokalanówě.
Dne 19. září 1939 byl zatčen a postupně vězněn na několika místech. Později byl propuštěn, ale 17. února 1941 byl spolu s Maxmiliánem Kolbem znovu zatčen a uvězněn v Pawiaku. Následně byl transportován do Auschwitzu, kde byl zaevidován pod číslem 12832. V lágru byl často týrán, přesto se snažil duchovně povzbuzovat spoluvězně. Zemřel na táborové ošetřovně v noci z 12. na 13. prosinec roku 1941.
Z doby pobytu v koncentračním táboře se dochovalo jeho motto:
„Zatím jsme ostatním kázali, jak je třeba snášet utrpení. Nyní jím musíme sami prakticky projít, abychom potvrdili svoje slova.“

## Beatifikace
Beatifikován byl papežem sv. Janem Pavlem II. dne 13. června 1999 ve skupině 108 polských mučedníků.